# Liers Kerstbier
Liers Kerstbier is een Belgisch bier. Het wordt gebrouwen door Brouwerij Strubbe te Ichtegem in opdracht van de stad Lier.

## Achtergrond
Omdat kerstbieren een Belgische traditie zijn, wou de stad Lier er ook een laten maken. In december 2007 werd Liers Kerstbier gelanceerd. Dit was echter zo laat op het jaar, dat het toen nog grotendeels onbekend bleef. Sindsdien is het jaarlijks verkrijgbaar in november, december en tijdens de eindejaarsfeesten.

Op het etiket staat een tekening van ‘t Zeemeerminneke, het café van Polien Pap, met een kerststal. Dit gegeven komt uit het toneelstuk “En waar de sterre bleef stille staan” van Felix Timmermans. Onder de tekening op het etiket staat de tekst: “Waar Timmermans’ ster bleef stille staan”. Op de Grote Markt van Lier, voor het stadhuis wordt jaarlijks als kerststal ‘t Zeemeerminneke geplaatst.

## Het bier
Liers Kerstbier is een amberkleurig kerstbier van hoge gisting met een alcoholpercentage van 6%. Extra ingrediënten zijn donkere kandijsuiker, zoethout, koriander en sinaasappelschillen. Het bier is verkrijgbaar in flessen van 25 cl.

Op het etiket op de achterzijde van de flesjes staat waar het bier gebotteld wordt: eveneens te Ichtegem. De allereerste botteling gebeurde in de Brouwerij Val-Dieu, gemeente Aubel. Vanaf 2008 deed brouwerij Strubbe zelf de botteling, maar werden nog de foutieve etiketten gebruikt; er stond nog op vermeld dat de botteling in Aubel gebeurde.